# Biopolis (Den Haag)
Biopolis is een plan uit 1965 voor een satellietstad voor de kust van Den Haag en Wassenaar van het architectenechtpaar Hartsuyker: Hendrik (Enrico) Hartsuyker (1925) en Luzia Hartsuyker-Curjel (1926-2011). Het plan voorzag in een stad met trapsgewijs oplopende woonlagen en integratie van wonen, recreatie, werken en vervoer. 
Biopolis werd nooit gerealiseerd, maar sommige elementen werden in latere opdrachten verwerkt, zoals in het gebouw 'De Zonnetrap' uit 1980 in de Zenobuurt in Rotterdam-Lombardijen.